# Grosvenor Square
Grosvenor Square je rozsáhlé náměstí ve čtvrti Mayfair v londýnském obvodu Westminster. Nachází se zde nemovitosti vévody z Westminsteru a jeho jméno je odvozeno z vévodova příjmení Grosvenor. Duke Street tvoří východní hranici náměstí.
Sir Richard Grosvenor obdržel licenci k výstavbě Grosvenor Square a jeho okolí roku 1710 a vlastní stavební práce byly zahájeny asi roku 1721. Náměstí bylo od svého vzniku až do druhé světové války jedním z několika módních obytných oblastí. Bydlely zde mnohé rodiny významných aristokratů. Původní domy byly arkýřovité domy, běžně obsahovaly tři poschodí a podkroví.
Většina domů byla na konci 18. a v 19. století rekonstruována. Jedním z nejvýznamnějších architektonických počinů je rekonstrukce domu číslo 26 pro hraběte z Derby provedená Robertem Adamem. Dům byl zbořen a znovu postaven v 60. letech 19. století.
Zahrada v centru náměstí, původně určená pro obyvatele okolních domů, jak bylo zvykem v té době, je nyní veřejně přístupným parkem. Ve 20. století byly téměř všechny domy zbořeny a nahrazeny činžovními domy v neogeorgiánském stylu, hotely a budovami velvyslanectví. Přístup k západní straně náměstí, kde sídlí velvyslanectví USA, je občas z bezpečnostních důvodů omezen.

## Americká přítomnost
Západní stranu náměstí zabírá budova velvyslanectví USA, rozsáhlá a architektonicky významná moderní stavba, navržená architektem Eero Saarinennem, dokončená roku 1960. Ačkoli je z architektonického hlediska pozoruhodná, působí mezi stavbami v georgiánském stylu poněkud nepatřičně.
Grosvenor Square je oficiálním sídlem zastupitelství USA v Londýně již od dob, kdy John Adams založil americké vyslanectví u anglického dvora roku 1785. V průběhu druhé světové války Dwight D. Eisenhower zřídil v domu číslo 20 vojenské velitelství. Vojenské námořnictvo USA v současnosti používá tento dům jako své velitelství pro Evropu a západní Afriku.
Na náměstí se nachází sochy Franklina D. Roosevelta i Dwighta D. Eisenhowera.